# Литература Колумбии
Литература Колумбии, будучи неотъемлемой частью культуры Колумбии, весьма неоднородна в своём составе из-за различного испанского, африканского и индейского влияния. Выделяются 5 историко-культурных традиций по региональному принципу в колумбийской литературе исходя из различия в их социально-экономической истории: Карибского побережья, Великой Антьокии, нагорья Кундинамарка-Бояка, Великой Толимы и Западной долины.

## Колониальный период (1499—1810)
Главными темами и жанрами литературы Колумбии, находящейся под властью Испанской империи, были рассказы о конкистадорах и их завоеваниях, хроники, религиозная набожность и тема любви. Наиболее известными авторами этого периода были:
- Эрнандо Домингес Камарго (Богота, 1606 — Тунха, 1659) — иезуитский священник и писатель. Его работы, в традиции известной как индейское барокко, оказали сильное влияние на испанского поэта Луиса де Гонгора. Его наиболее признанными работами стали «Эпическая поэма о Святом Игнатие Лойоле» и «Букет поэтических цветов».
- Франсиско Альварес де Веласко и Соррилья (Богота, 1647 — Мадрид, 1708). Его главным трудом была Rhytmica Sacra, Moral y Laudatiria. Его произведения проникнуты восхищением и влиянием работами Франсиско де Кеведо и Хуаны Инес де ла Крус.
- Франсиска Хосефа де Кастильо и Гевара — монахиня из Тунхи, одна из самых известных авторов-женщин в учении мистицизма благодаря её Afectos espirituales и Vida (мемуары).[2]
- Хуан де Кастильянос написал самую длинную в истории испанского языка поэму Elegías de Varones Ilustres de Indias.
- Хуан Родригес Фрейле — испанский священник, написавший обширную хронику колониальной жизни El Carnero.

## Период освобождения и национальной консолидации (1780—1830)
Во время процесса борьбы и получения независимости Колумбией, её литература была пропитана политическими мотивами. Основным её направлением стал романтизм.
На протяжении XIX века все политическая литература находилась под влиянием Симона Боливара. Местная журналистика была фактически основана Антонио Нариньо. Правительство Колумбии основало первую во всей Америке Академию испанского языка в 1871 году.
Среди других авторов выделяются:
- Камило Торрес
- Франсиско Антонио Сеа.
- Хосе Фернандес Мадрид (19 февраля 1789 — 28 июня 1830).

## Костумбризм
В конце XIX и начале XX веков главной темой колумбийской литературы стал красочное изображение крестьянской жизни вместе с критикой общества и власти. Этот тип литературы, популярный в то время во всей Латинской Америке и Испании, называется костумбризмом. Среди авторов этого периода выделяются:
- Томас Карраскилья
- Адольфо Леон Гомес
- Хосе Мария Кордовес Муре
- Хорхе Исаакс
- Хулио Арболеда
- Грегорио Гутьеррес Гонсалес
- Рафаэль Помбо
- Соледад Акоста
- Хосефа Асеведо де Гомес
- Канделарио Обесо
- Мануэль Ансисар

## Литература модерна
Модернизм стал реакцией на ранее преобладающий в литературе Колумбии романтизм. Главными его темами стали уродливость окружающего мира и мистицизм. Наиболее яркими представителями модерна стали:
- Хосе Эустасио Ривера
- Рафаэль Майя
- Леон де Грейфф
- Луис Видалес
- Луис Карлос Лопес
- Герман Арсиньегас
- Порфирио Барба-Якоб
- Хосе Мария Варгас Вила

## «Камень и небо» («Piedra y Cielo»)
Процесс индустриализации в Латинской Америке породил новые движения в литературе, к примеру такое направление с поэтическим названием «Камень и небо» («Piedra y cielo») (1939). Его главными авторами были:
- Эдуардо Карранса
- Хорхе Гайтан Дуран
- Хорхе Рохас
- Артуро Камачо Рамирес

## Надаизм
Бурные события в Колумбии на протяжении 1940-х и 1950-х годов, таких как Ла Виоленсия и диктаторское правление Густаво Рохаса Пинильи, вместе с ростом городского населения привели к появлению движения надаизма («ничего-изма»), ставшим колумбийским вариантом авангардистских движений в литературах обеих Америк в 1950-е и 60-е годы (таких как бит-поколение в США и Тсантикос в Эквадоре). Надаизм включает в себя элементы экзистенциализма и нигилизма с включением динамичности городской жизни и непочтительным отношением к церкви. Среди авторов подобного направления отмечены:
- Гонсало Аранго
- Хотамарио Арбелаэс
- Эдуардо Эскобар
- Фанни Буитраго
- Амилькар Осорио
- Хайме Харамильо Эскобар

## Латиноамериканский бум
Время Латиноамериканского бума стал весьма продуктивным для колумбийской литературы. Некоторые авторы получили всемирную известность.
- Габриэль Гарсиа Маркес
- Эдуардо Кабальеро Кальдерон
- Мануэль Мехиа Вальехо
- Альваро Мутис
- Мануэль Сапата Оливелья
- Андрес Кайседо
- Альфредо Ириарте
- Херман Арсиньегас
- Альваро Сепеда Самудио
- Николе Каммерер

## Современные авторы
Среди современных колумбийских авторов выделяются
- Херман Кастро Кайседо
- Даниэль Сампер Писано
- Фернандо Вальехо
- Лаура Рестрепо
- Хуан Бернардо Гутьеррес
- Херман Эспиноса
- Давид Санчес Хулиао
- Эктор Абад Фасьолинсе

## Поколение разочарованных (Generación Desencantada)
Это неоднородное по своему составу движение появилось следом за надаизмом в 1970-е годы, к нему относятся Джованни Кессеп, Харольд Альворадо Тенорио, Хуан Густаво Кобо Борда, Элькин Рестрепо, Хосе Мануэль Аранго, Дарио Харамильо Агудело, Аугусто Пинилья, Мария Мерседес Карранса, Хуан Мануэль Рока, Андрес Кайседо и многие другие.

## Последние поколения
К ним относятся такие писатели как Кристиан Валенсия, Альберто Сальседо Рамос и Хорхе Энрике Ботеро в жанре литературной журналистики, близкой к стилю гонзо. В художественной литературе их представителями являются Эктор Абад Фасьолинсе, Сантяго Гамбоа, Хайме Каньон, Хуан Пабло Плата, Эвелио Росеро, Лаура Рестрепо, Рубен Варона, Давид Альберто Кампос, Оскар Пердомо Гамбоа, Эфраим Медина Рейес и многие другие. Среди поэтов выделяется Серхио Велес, признанный и на международном уровне.

## «Нарко» литература
В начале 1990-х начала появляться колумбийская литература, посвящённая проблемам наркотиков и насилия в этой теневой сфере деятельности, в том числе и политическом насилии. Такие произведения как Лектор (La Lectora) Серхио Альвареса Гуарина, Ножницы Росарио (Rosario Tijeras) Хорхе Франко и Богоматерь убийц (La virgen de los sicarios) Фернандо Вальехо изображают появившиеся в колумбийских городах насилие, связанное с наркоторговлей. В последнее время были опубликованы работы с более экстенсивным подходом к проблеме незаконного оборота наркотиков и вовлечения в него колумбийцев (Хуан Габриэль Васкес и Серхио Альварес Гуарин).

## Поэзия
- Хосе Асунсьон Сильва
- Порфирио Барба-Якоб
- Пьедад Боннет
- Хосе Фернандес Мадрид
- Хорхе Исаакс
- Рафаэль Помбо
- Сакариас Реян
- Серхио Велес

## Детская литература
Самыми известными характерами и героями детской литературы стали персонажи, созданные писателем Рафаэлем Помбо, которые часто встречаются и в учебниках начальной школы. В них содержатся и мотивы народных сказок.
Другие известные детские авторы в Колумбии:
- Хаиро Анибаль Ниньо
- Эуклидес Харамильо с его «Сказками дяди кролика».